# 49. pehotna divizija (Avstro-Ogrska)
49. pehotna divizija je bila pehotna divizija avstro-ogrske skupne vojske, ki je bila aktivna med prvo svetovno vojno.

## Zgodovina
Divizija je bila ustanovljena septembra 1918 s primenovanjem Divizije Pustertal.

## Organizacija
Maj 1914
- 97. pehotna brigada
- 98. pehotna brigada
- 6. poljskotopniški polk

## Poveljstvo
Poveljniki
- Franz von Steinhart: september 1917 - november 1918